# Ladbroke Grove (métro de Londres)
Ladbroke Grove est une station des lignes : Circle line  et Hammersmith & City line, du métro de Londres, en zone 2. Elle est située à Ladbroke Grove sur le territoire du borough royal de Kensington et Chelsea.

## Histoire
La station est mise en service sous le nom de Notting Hill le 13 juin 1864, lors de la prolongation du Metropolitan Railway, la première ligne du métro. Elle porta le nom de Notting Hill & Ladbroke Grove en 1880, puis celui de Ladbroke Grove (North Kensington) le 1er juin 1919, avant de prendre en 1938 son nom actuel, qui est celui de l'avenue Ladbroke Grove.

## À proximité
- Ladbroke Grove
- Ladbroke Square.